# Fête de la science
 (janvier 2017).
Si vous disposez d'ouvrages ou d'articles de référence ou si vous connaissez des sites web de qualité traitant du thème abordé ici, merci de compléter l'article en donnant les références utiles à sa vérifiabilité et en les liant à la section « Notes et références ».
La Fête de la science est un événement annuel francophone de culture scientifique qui se déroule sur une dizaine de jours, en octobre pour la France métropolitaine et en novembre pour l’Outre-mer et l’international.
Initiée par Hubert Curien et proposée, depuis 1991, par le ministère de l'Enseignement supérieur, de la Recherche et de l'Innovation, la Fête de la science accueille tous publics.

## Historique
La création de la Fête de la science a été annoncée en 1991 par Hubert Curien, alors ministre de la Recherche et de l’Espace. À l’occasion du 10e anniversaire de la création des jardins du ministère, il annonce leur ouverture au public. Ces portes ouvertes furent un prélude à l’organisation de la première édition de la manifestation à l’échelle nationale l’année suivante.
Considérant que la recherche et la technologie sont l’affaire de tous, Hubert Curien souhaite rapprocher le citoyen de la science et de ses acteurs, et espère encourager les jeunes à s’engager dans les métiers de la recherche et de la technologie.
D'abord nommé Science en fête puis Semaine de la science entre 1998 et 1999, l'événement devient Fête de la science et propose, depuis 2016, une thématique nationale qui permet d’intégrer toutes les disciplines scientifiques. Chaque édition est également portée par un parrain ou une marraine.
La Fête de la science rassemble des milliers de porteurs de projet qui portent des projets gratuits, qui doivent comprendre un contenu scientifique de qualité, à travers une médiation adaptée aux publics ciblés.

## Organisation
L’événement est mis en œuvre à l’échelle régionale, avec la contribution des Régions mais aussi de certains Départements et Communes et sous la coordination des DRARI et des coordinations régionales de la Fête de la science, principalement des associations ou des universités, qui animent le réseau local des porteurs de projet, parfois via l’intermédiaire de coordinations départementales ou territoriales.
Chaque édition est lancée au printemps par l’ouverture des appels à projets dans les régions, afin de sélectionner les événements qui seront au programme de la Fête de la science[source insuffisante].

## Controverse
En 2021, Le Monde indique que la session lyonnaise de l'événement est marquée par un certain nombre de conflits d'intérêts impliquant son organisateur, le président local de l'Association française pour l'information scientifique et une intervenante, travaillant tous les deux pour BASF.